# Rebeca Gerschman
Rebeca Gerschman  (Carlos Casares, 1903 – Buenos Aires, 1986) va ser una fisiòloga i biòloga argentina. Va postular la teoria Gerschman sobre la toxicitat de l'oxigen mitjançant radicals lliures, revolucionant l'ambient científic de l'època.

## Carrera científica
Es va graduar com a bioquímica i farmacèutica a la Universitat de Buenos Aires. Va començar a treballar a l'institut Houssay i hi va doctorar amb una tesi sobre el potassi plasmàtic el 1939; la tesi va donar lloc al mètode Gerschman-Marenzi per poder mesurar el potassi en sang.
Després de la fi de la segona Guerra Mundial, Rebeca realitzà una especialització a Rochester, Nova York. Va postular la seva tesi sobre la incidència de l'oxigen en certes malalties i en l'envelliment, que es coneixeria com la teoria Gerschman. La teoria no va ser totalment ben acollida fins que el 1969 Joseph McCord i Fridovich descobreixen l'enzim superòxid dismutasa. La teorització de Rebeca va ser fonamental per entendre les actuals teories sobre els radicals lliures i els antioxidants.
La seva càtedra de fisiologia a la Universitat de Buenos Aires va destacar per l'ús de mètodes no convencionals de docència de l'època com convidar personalitats destacades de l'àmbit i fer ús del cinema científic.

## Honors
- Premi Rebeca Gerschman